# CS Sergipe
Der Club Sportivo Sergipe ist ein brasilianischer Fußballverein aus Aracaju im Bundesstaat Sergipe.

## Geschichte
Der Club ist nur sieben Tage nach dem Cotinguiba EC von Vereinsdissidenten gegründet wurden und ist somit der zweitälteste Verein im Staat Sergipe. Ursprünglich war er ein Ruderclub, der in dieser Disziplin bis 1946 dreizehn staatliche Meistertitel gewonnen hat. 1916 ist auch eine Fußballabteilung eingerichtet wurden, die heute mit fünfunddreißig Meisterschaften der Rekordtitelträger im Staat Sergipe ist.
In der nationalen Meisterschaft Brasiliens ist der Verein bis 1986 mehrfach in der höchsten Spielklasse vertreten gewesen. Seit der Jahrtausendwende konnte er sich nur noch sporadisch für die unterste Spielklasse qualifizieren, zuletzt nach seiner letzten Staatsmeisterschaft 2013 für die Série D, die er nach nur einer Saison wieder verlassen musste.

## Erfolge
- Staatsmeister von Sergipe (37x): 1922, 1924, 1927, 1928, 1929, 1932, 1933, 1937, 1940, 1943, 1955, 1961, 1964, 1967, 1970, 1971, 1972, 1974, 1975, 1982, 1984, 1985, 1989, 1991, 1992, 1993, 1994, 1995, 1996, 1999, 2000, 2003, 2013, 2016, 2018, 2021, 2022
- Staatspokal von Sergipe: 2013